# Mercury Mariner
La Mariner è stato un crossover SUV compact prodotto dalla Mercury dal model year 2005 al model year 2010.
Era molto simile alla Mazda Tribute ed alla Ford Escape, sebbene fosse di una categoria superiore. La Mariner è stato il primo crossover Mercury basato su un SUV, ed era posizionata sotto il Mountaineer. Quando la Ford eliminò il marchio Mercury, anche la Mariner uscì di produzione come tutti gli altri modelli della casa automobilistica citata.
La Mariner montava il motore in posizione anteriore ed era disponibile sia a trazione integrale che a trazione anteriore. La Mariner era basata sul pianale CD2 della Ford ed era dotata di un motore a quattro cilindri in linea da 2,3 L di cilindrata e 153 CV di potenza, oppure di un propulsore V6 da 3 L e 240 CV. Anche i cambi disponibili erano due, vale a dire una trasmissione automatica a quattro rapporti ed un cambio automatico a sei marce.
La Mariner è stata ufficialmente offerta negli Stati Uniti, in Messico, in Arabia Saudita, in Kuwait e negli Emirati Arabi Uniti. 

## La prima serie: 2005–2007
Introdotta nel model year 2005 in occasione dell'aggiornamento della Ford Escape, la Mariner si posizionava, nella categoria dei crossover SUV compatti, al di sopra del modello citato e della Mazda Tribute. La Mariner, rispetto ai modelli menzionati, presentava delle differenze. Ad esempio, era dotata di interni a due colori, di indicatori di direzione mutuati dalla Ford Maverick e di una calandra specifica.
A differenza dei modelli omologhi, sulla Mariner non era disponibile il cambio manuale. La Mariner è stato il primo modello Mercury ad avere montato un motore a quattro cilindri in linea dopo la fine della produzione della settima serie della Mercury Cougar, che è stata tolta dai listini nel 2002. Nel 2006 è stata lanciata la versione ibrida della Mariner.
Questa serie di Mariner è stata assemblata a Claycomo, nel Missouri, ed a Avon Lake, nell'Ohio.

## La seconda serie: 2008–2010
Nel 2008 la Mariner è stata aggiornata. La linea fu oggetto di un cambiamento sebbene il modello fosse ancora basato sul pianale della serie precedente, vale a dire il Ford CD2. I cambiamenti riguardarono gli interni, i fanali anteriori e posteriori, le portiere e le ruote. La motorizzazione rimase immutata anche se il propulsore da 3 L venne modificato per poter permettere un abbattimento dei consumi pari al 10%. La Mariner e la Escape furono i primi veicoli del gruppo Ford ad avere un nuovo tipo di sterzo a servoassistenza elettronica.
Dal 2009, per questa nuova serie di Mariner fu anche disponibile un motore da 2,5 L ed un cambio automatico a sei velocità. Nell'occasione, al motore da 3 L fu aumentata la potenza da 200 CV a 240 CV. Il nuovo motore fu anche la base per i modelli ibridi del gruppo Ford come la Escape Hybrid e la Mariner Hybrid. Nel 2010 fu introdotta la versione opzionale Flex. Nell'occasione venne cambiato il disegno degli indicatori di direzione. Questa seconda serie di Mariner fu assemblata solamente a Claycomo.
Questa fu l'ultima serie di Mariner. La Ford infatti decise, a causa delle basse vendite, di sopprimere il marchio Mercury. L'ultimo esemplare di Mariner uscì dalle catene di montaggio il 5 ottobre 2010. 

## Le versioni speciali

### La Hybrid

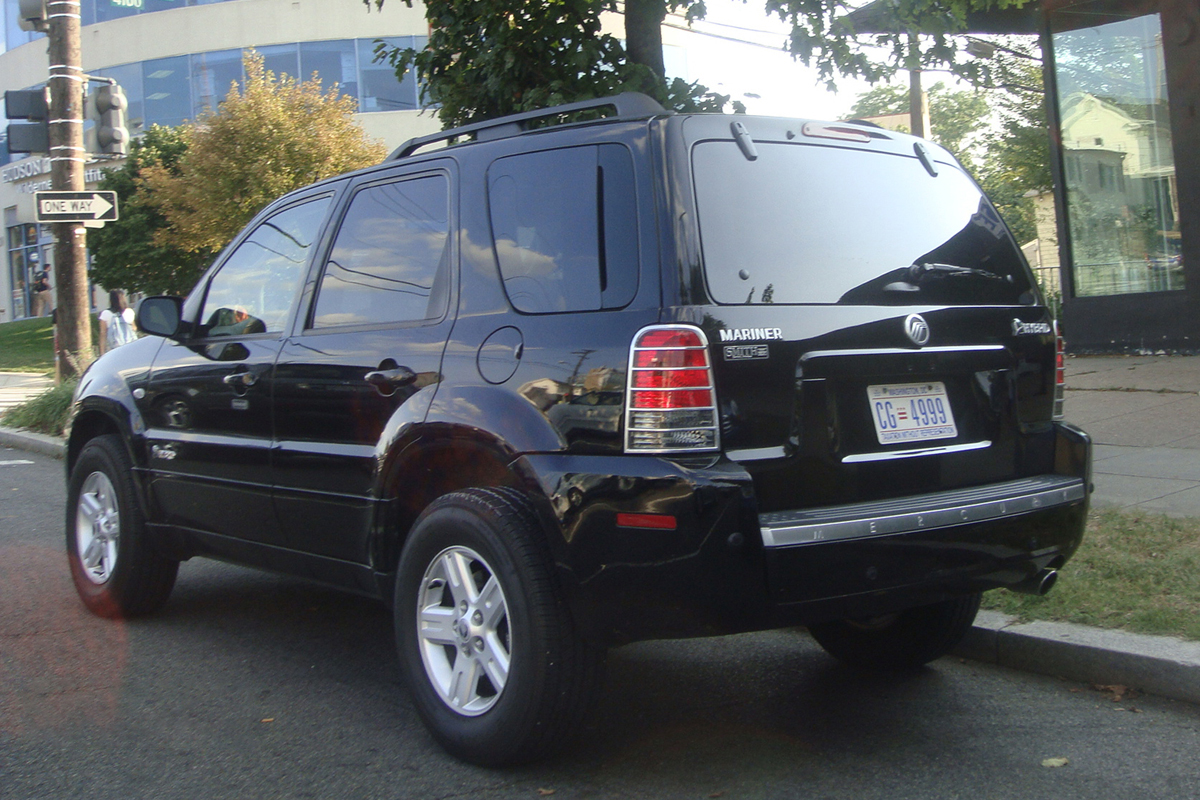
Una Mercury Mariner Hybrid del 2009

Il gruppo motopropulsore della versione ibrida della Mariner era quasi identico a quello della Ford Escape Hybrid. La versione ibrida della Mariner è stata introdotta negli Stati Uniti nel 2006 ed è stata tolta di produzione nel 2010 insieme agli altri veicoli Mercury. Ne furono prodotti in totale 12.300 esemplari.
La versione ibrida della Mariner era in grado di passare automaticamente dalla propulsione a scoppio a quella elettrica (oppure alla combinazione dei due) con la finalità di massimizzare le prestazioni ed i consumi. Quando il veicolo rallentava o frenava, il sistema ibrido caricava le batterie. Con una potenza erogata di 155 CV, la Mariner ibrida aveva quasi la stessa accelerazione della Mariner convenzionale che montava il motore V6. Il propulsore di quest'ultima sviluppava infatti 200 CV.

### La versione presidenziale
Il 7 settembre 2006 la Ford consegnò una versione ibrida speciale per il presidente degli Stati Uniti Bill Clinton. Questo modello presentava delle modifiche all'equipaggiamento, agli interni ed ai dispositivi per la sicurezza.

## Riconoscimenti
- Il modello vinse il premio best buy  del Consumers Digest nel 2005, 2006 e 2007.
- La versione ibrida fu insignita nel 2006 del riconoscimento Green Car of the Year.

## Le vendite
| Anno   | Esemplari |
| ------ | --------- |
| 2004   | 7.171     |
| 2005   | 34.099    |
| 2006   | 33.941    |
| 2007   | 34.844    |
| 2008   | 32.306    |
| 2009   | 28.688    |
| 2010   | 29.912    |
| Totale | 200.961   |